# Кфар-Иехезкель
Кфар-Иехезкель (ивр. כְּפַר יְחֶזְקֵאל‎) — мошав в Изреельской долине (Израиль). Входит в региональный совет Гильбоа в Северном округе. Основан в 1921 году активистами Второй и Третьей алии, став вторым в Палестине поселением типа «мошав овдим», планы будущего поселения создал архитектор Рихард Кауфман.

## География
Кфар-Иехезкель расположен в Изреельской долине, на расстоянии 10 км к северо-востоку от Афулы, севернее шоссе 71, соединяющего Афулу и Бейт-Шеан. Рядом с мошавом располагаются кибуц Гева и национальный парк Мааян-Харод.
Площадь мошава — 950 га. Организационно он принадлежит к движению «Тнуат ха-мошавим», а территориально — к региональному совету Гильбоа в Северном округе Израиля.

## История
На территории современного Кфар-Иехезкеля в ходе археологических раскопок обнаружены керамика и другие следы человеческой деятельности, охватывающие период от энеолита (6 тысяч лет назад) до византийской эпохи.

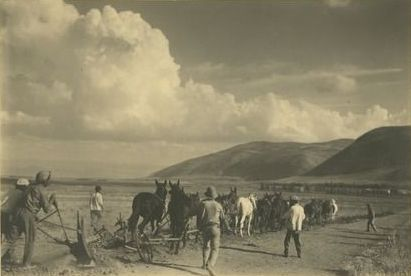
Кфар-Иехезкель, 1925—1937

Мошав был основан 16 декабря 1921 года на землях в долине реки Харод, которые сионистский активист Иехошуа Ханкин выкупил у ливанской арабской семьи, став вторым в подмандатной Палестине поселением типа «мошав овдим». Первыми поселенцами стали активисты Второй и Третьей алии. План поселения создал в 1922 году архитектор Рихард Кауфман, и в результате Кфар-Иехезкель напоминает в плане спроектированный ранее мошав Нахалал. Основатели мошава принадлежали к движению «Ахдут ха-Авода» и к моменту его создания приобрели опыт сельскохозяйственной работы в других еврейских поселениях. Некоторые из них входили в число основателей поселения Хамара в Верхней Галилее, оставленного из-за арабских нападений, и защитников другого еврейского поселения — Тель-Хай.
Первоначально новый мошав носил название Эйн-Тивон, восходящее к арабскому названию местности, в которой он был основан, и расположенного вблизи родника. Позже, однако, его имя было изменено на Кфар-Иехезкель. Это переименование было связано с пожеланием богатого иракского еврея, первого министра финансов этой страны Сассуна Эскеля, пожертвовавшего значительную сумму денег Еврейскому национальному фонду. Сайт мошава уточняет, что новое имя было дано не в честь самого филантропа, а в честь его родственника, утонувшего в реке Евфрат, память о котором хотел сохранить Сассун.
В 1924 году в мошаве по просьбе раввина Авраама Ицхака Кука была построена синагога «Эшель Авраам». В 1935 году в Кфар-Иехезкеле возвели водонапорную башню. В этот период основой хозяйства мошава был коровник.

## Население
По данным Центрального статистического бюро Израиля, население на начало 2020 года составляло 1 213 человек.
На момент проведения переписи населения 2008 года население мошава составляло 0,8 тысячи человек, из которых 97 % были евреями и 91 % — уроженцами Израиля. Больше половины жителей-репатриантов прибыли в страну до 1960 года; при этом более 45 % жителей Кфар-Иехезкеля ранее проживали в других населённых пунктах и перебрались в него в течение пяти лет, предшествовавших переписи.
Медианный возраст жителей в 2008 году составлял 31 год. 35 % жителей были детьми и подростками в возрасте до 17 лет включительно, чуть более 10 % — людьми пенсионного возраста (65 лет и старше). Из жителей Кфар-Иехезкеля в возрасте 15 лет и старше около 63 % состояли в браке. Медианный возраст вступления в брак — 25 лет. В среднем на замужнюю женщину приходилось 2 ребёнка. Почти в 50 % домохозяйств насчитывалось по 2—3 человека, ещё почти в 40 % по 4—5 и в 13 % по одному; среднее количество человек на домохозяйство — 3,1.
Около трети жителей мошава в возрасте 15 лет и старше не имели оконченного среднего образования (12 лет). 17 % имели аттестат об окончании средней школы, чуть более трети (в том числе более 40 % женщин) получили высшее образование (от бакалавра и выше).

## Экономика
Основу экономики мошава составляет сельское хозяйство, включая такие отрасли как молочное животноводство, овцеводство, птицеводство и пчеловодство, выращивание фруктов и полевых культур, в том числе хлопчатника. На территории Кфар-Иехезкеля действуют медицинская клиника и ряд учреждений дошкольного образования, а также предприятия индустрии туризма, включая паб и ресторан. Дети школьного возраста посещают школу «Эмек-Харод» на территории кибуца Эйн-Харод.
В то же время большинство жителей мошава работают за его пределами. По данным на 2008 год, более 3/4 жителей Кфар-Иехезкеля в возрасте 15 лет и старше входили в число трудоспособных граждан Израиля. Уровень безработицы среди трудоспособной части населения мошава составлял 1,4 %. Примерно 3/4 от числа трудоустроенных жителей были наёмными работниками, остальные занимались частным предпринимательством. Более 20 % были заняты в промышленности, более 15 % — в сфере образования, более 12 % — в сфере медицины и социальных услуг.
В 2008 году более чем в 80 % домохозяйств мошава имелся персональный компьютер, в 94 % домохозяйств был как минимум один автомобиль (почти в 60 % — два и больше). В среднем на домохозяйство приходилось 2,3 сотового телефона. Плотность населения составляла 0,8 человека на комнату.